# 1960년 하계 올림픽 영국령 기아나 선수단
영국령 기아나는 1960년 8월 25일부터 9월 11일까지 이탈리아 로마에서 열린 제17회 하계 올림픽에 참가했다.

## 메달 집계

### 종목별 참가 선수 및 메달 집계
| 종목 | 참가 선수 | 1 | 2 | 3 | 합계 |
| 복싱 | 1         |   |   |   | 0    |
| 육상 | 4         |   |   |   | 0    |
| 합계 | 5         | 0 | 0 | 0 | 0    |

## 복싱
| 선수          | 세부 종목         | 32강                          | 16강           | 8강            | 준결승         | 결승           | 결승      |
| 선수          | 세부 종목         | 상대 선수 결과                | 상대 선수 결과 | 상대 선수 결과 | 상대 선수 결과 | 상대 선수 결과 | 순위      |
| Carl Crawford | 남자 라이트헤비급 | Zbigniew Pietrzykowski 패 0-5 | 진출 못함      | 진출 못함      | 진출 못함      | 진출 못함      | 진출 못함 |

## 육상
남자 선수 세 명과 여자 선수 한 명이 참가했다.

### 남자
트랙 / 도로 경기
| 선수            | 세부 종목  | 1차 예선 | 1차 예선 | 2차 예선  | 2차 예선  | 준결선    | 준결선    | 결선      | 결선      |           |           |
| 선수            | 세부 종목  | 기록     | 순위     | 기록      | 순위      | 기록      | 순위      | 기록      | 최종 순위 |           |           |
| George De Peana | 남자 5000m | 15:54.2  | 13       | 경기 없음 | 경기 없음 | 진출 못함 | 진출 못함 | 진출 못함 | 진출 못함 |           |           |
| Clayton Glasgow | 남자 200m  | 22.6     | 3        | 진출 못함 | 진출 못함 | 진출 못함 | 진출 못함 | 진출 못함 | 진출 못함 |           |           |
| Clayton Glasgow | 남자 400m  | 50.7     | 5        | 진출 못함 | 진출 못함 | 진출 못함 | 진출 못함 | 진출 못함 | 진출 못함 |           |           |
| Ralph Gomes     | 남자 800m  | 1:53.06  | 2        | 1:52.47   | 5         | 진출 못함 | 진출 못함 | 진출 못함 | 진출 못함 | 진출 못함 | 진출 못함 |

필드 경기
| 선수          | 세부 종목     | 예선 | 예선 | 결선      | 결선      |
| 선수          | 세부 종목     | 기록 | 순위 | 기록      | 최종 순위 |
| Brenda Archer | 여자 높이뛰기 | 1.55 | 20   | 진출 못함 | 20        |